# Phyllophorella salomonis
Phyllophorella salomonis är en insektsart som beskrevs av Heinrich Hugo Karny 1924. Phyllophorella salomonis ingår i släktet Phyllophorella och familjen vårtbitare. Inga underarter finns listade i Catalogue of Life.